# Ngolé
Ngolé är en ort i Komorerna.   Den ligger i distriktet Grande Comore, i den nordvästra delen av landet, 30 km nordost om huvudstaden Moroni. Ngolé ligger 340 meter över havet och antalet invånare är 306. Den ligger på ön Grande Comore.
Terrängen runt Ngolé är huvudsakligen kuperad, men åt nordost är den platt. Havet är nära Ngolé österut.  Närmaste större samhälle är Mbéni, 4,2 km söder om Ngolé. 